# Christophorus Balbus

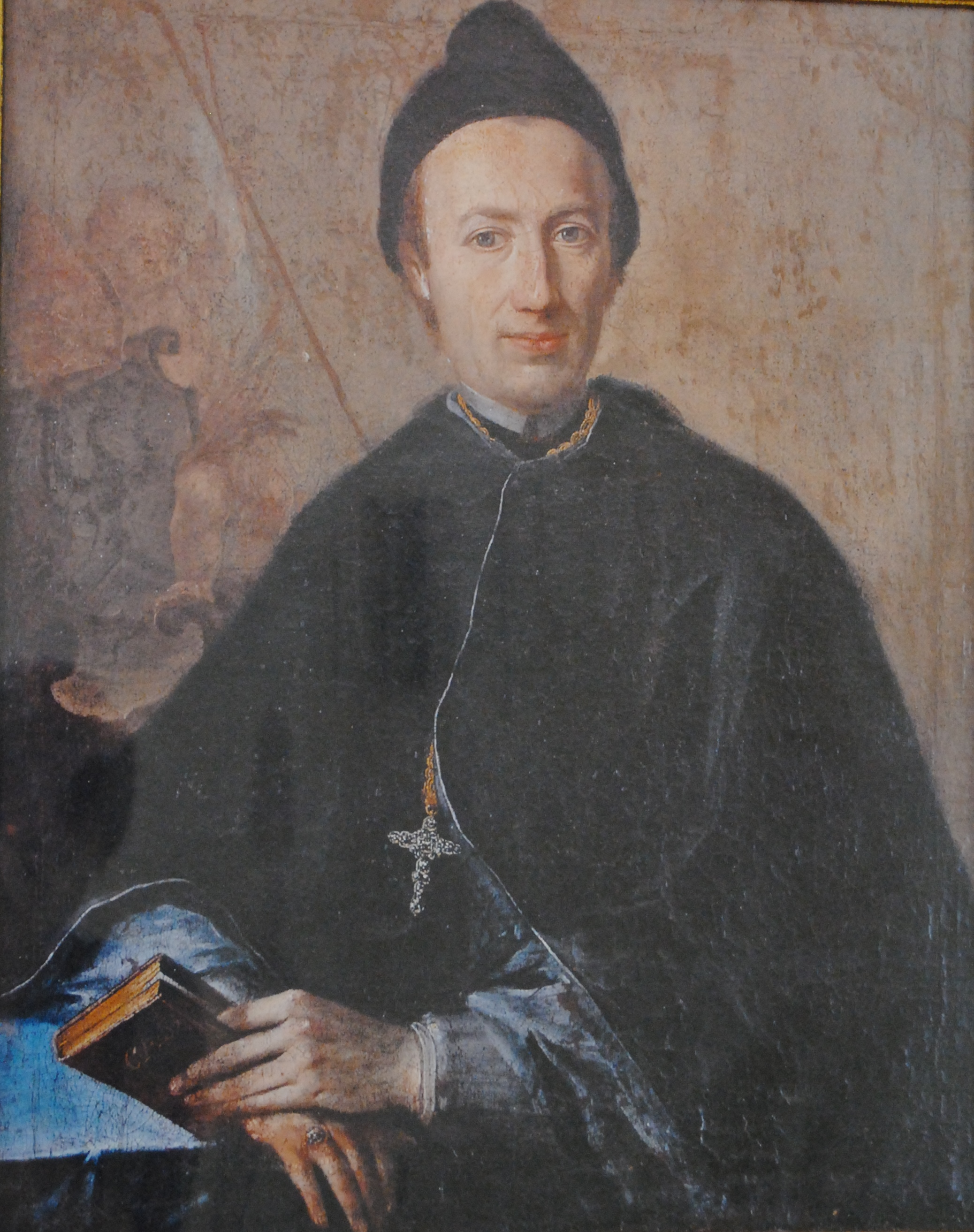
Porträt des Abtes in der Zehnthofkapelle in Nordheim am Main

Christophorus Balbus (bürgerlicher Name Johann Albert Balbus; * 27. Mai 1702 in Volkach; † 22. Juli 1766) war von 1742 bis 1761 Abt des Benediktinerklosters in Münsterschwarzach.  

## Leben

### Frühe Jahre
Christophorus Balbus wurde am 27. Mai 1702 in Volkach als Johann Albert Balbus geboren. Sein Vater war der Würzburger Amtskeller und Kirchbergpfleger Johann Peter Balbus, der zu den reichsten Personen der Stadt Volkach gehörte. Balbus Mutter war Maria Walpurga Knapp, die aus Freudenberg im heutigen Baden stammte. Christophorus war das achtzehnte Kind seines Vaters, da dieser bereits zweimal verheiratet war. Sein Bruder Johann Wilderich, der sich später Ambrosius nannte, wurde Abt des Zisterzienserklosters Bronnbach. 
Der junge Christophorus wurde im Jahr 1713 Mitglied der Cäcilienbruderschaft seiner Geburtsstadt. Zusammen mit seinem Bruder Ambrosius unterstützte er diese Vereinigung auch später durch die jährliche Spende einer Karolin. Im Jahr 1719 ist Christophorus außerdem als Schüler der Volkacher Lateinschule überliefert. Noch im gleichen Jahr schrieb er sich als Student der Philosophie in der Universität Würzburg ein.
Seine klösterliche Laufbahn begann im Jahr 1721, als er nach seinem Studium in die Benediktinerabtei Münsterschwarzach eintrat. Ein Jahr später legte Christophorus Balbus bereits seine Profess ab. Am 10. Mai 1724 wurde er zum Subdiakon geweiht, bevor er am 22. September 1725 Diakon wurde. Die Priesterweihe empfing Balbus am 29. März 1727, seine Primiz feierte er am 15. Juli 1727. Gleichzeitig begann er ein weiteres Studium in Würzburg, wobei er sich vornehmlich der Theologie widmete.

### Als Abt
Nach dem Tod seines Vorgängers Januarius Schwab wurde Balbus am 19. Juni 1742 zum Abt gewählt. Insgesamt 25 von etwa 30 Stimmen wurden auf seinen Namen abgegeben. Balbus hatte sich als Kanzleidirektor des Klosters empfohlen, ein Amt, das er zuvor acht Jahre lang innehatte. Seine Konfirmation empfing er am 12. Juli 1742, bevor er drei Tage später, am 15. Juli, durch den Würzburger Fürstbischof Friedrich Karl von Schönborn unter Assistenz zweier Äbte benediziert wurde.
Der Bau der neuen Abteikirche war unter seinem Vorgänger schon weit vorangetrieben worden. Dennoch wurde ihre Vollendung im Jahr 1743 dem neuen Abt angerechnet. Am 8. September reiste Fürstbischof Friedrich Karl aus seiner Residenz Gaibach in das festlich geschmückte Münsterschwarzach, wo er von Abt Christophorus empfangen wurde und das neue Kirchengebäude weihte. In den folgenden Jahren komplettierte Balbus die Ausstattung der Basilika und verteilte die alten Altäre auf die Klosterdörfer Dimbach und Reupelsdorf.
Daneben setzte sich Abt Christophorus sehr für das wissenschaftliche Leben in seinem Kloster ein. Bereits unter den Vorgängern war die Abtei für ihre Theologen bekannt, nun erlangte sie noch größeren Ruhm. Bald waren alle Konventsmitglieder studierte Theologen. Unter Balbus wurde auch die Klosterbibliothek mit neuen Werken ausgestattet. Ebenso trieb Balbus die Gründung einer deutschen Benediktinerakademie voran und war Assistent des Corpus Academicum im Fränkischen Reichskreis.
Mit den reichen Ernten der Vorjahre waren die Zehnthöfe des Klosters in Nordheim und Sommerach ausgebaut worden. Balbus erweiterte sie erneut und ließ in Nordheim eine Kapelle errichten, die mit Stuck von Johann Michael Feuchtmayer und Fresken von Andreas Dahlweiner ausgestattet wurde. Auch seine Geburtsstadt Volkach beschenkte der Abt reich: Der ehemalige Hochaltar der Münsterschwarzacher Basilika kam 1748 in die Kirche Maria im Weingarten; auf ihm stand fortan das Wallfahrtsbild der Pietà.
Während des Siebenjährigen Krieges ließ der Abt hundert österreichische Husaren im Kloster einquartieren, um vor preußischen Angriffen sicher zu sein. In den letzten Kriegsjahren überfielen dennoch Preußen die Abtei. Damals hatte Christophorus, am 11. August 1761, allerdings bereits resigniert. Grund hierfür war ein Schlagfluss im Jahr 1760, der zu einer rechtsseitigen Lähmung und Sprachstörungen führte. Am 22. Juli 1766 starb der emeritierte Abt Christophorus Balbus vierundsechzigjährig.

## Wappen

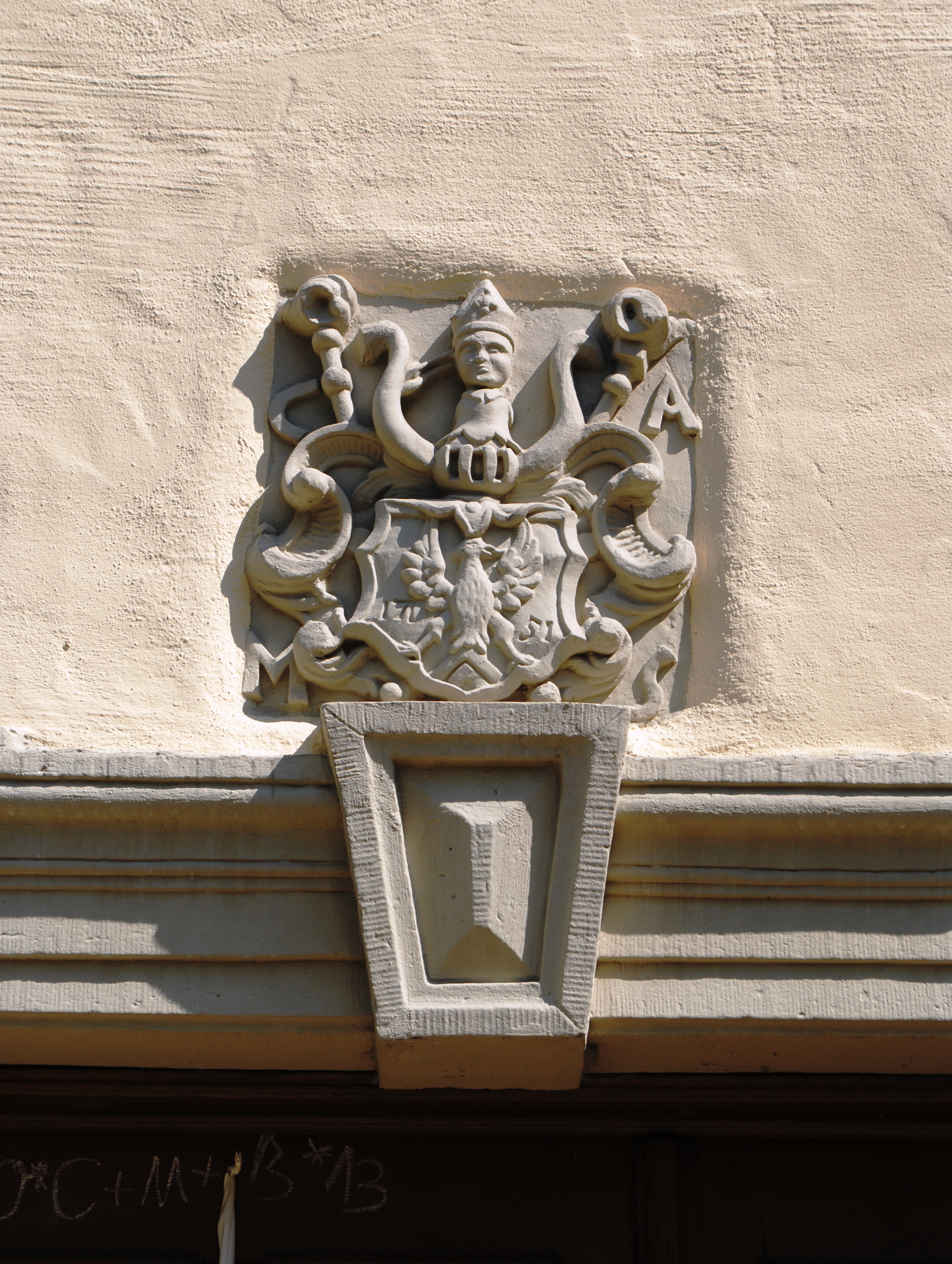
Das Wappen am Sommeracher Zehnthof

Das Abtswappen des Christophorus Balbus ist dem Familienwappen der Balbus entlehnt. Beschreibung: „In Gold zwei erniedrigte schwarze Sparren, auf dem oberen sitzend ein schwarzer Adler.“ Durch die rege Bautätigkeit des Abtes befindet sich sein Wappen an mehreren Gebäuden in ehemaligen Klosterdörfern. Am Zehnthof in Sommerach kann man auf dem Wappenstein von 1751 gut die beiden erniedrigten Sparren erkennen. Als Helmzier ist ein Abtskopf angebracht, während zwei hinter der Helmdecke gekreuzte Stäbe auf die Abtei selbst hinweisen. Eine Version an der ehemaligen Klostermühle wurde 1960 erneuert.